# Димона
Димона (на иврит: דימונה) е израелски град с население от 33 666 жители (по приблизителна оценка от декември 2017 г.). Намира се в северната част на пустинята Негев.
Градът е основан през 1955 г. от еврейски заселници в лишената от растителност област и се е предвиждало да бъде преди всичко за работниците от калиевия завод на Мъртво море.
В едно предградие на Димона днес живее общност от чернокожи евреи, които в противовес на учението на равините практикуват полигамия.
Димона е известна преди всичко с намиращия се на 15 km от града атомен реактор, построен с френска помощ. Израел никога не е потвърждавал, че притежава ядрено оръжие, но редица факти, в това число и аферата около Мордехай Вануну говорят за това, че Израел произвежда ядрено оръжие.